# ماس مدريد
ماس مدريد (بالإسبانية: Más Madrid، وترجمتها: المزيد مدريد) هو حزب سياسي إقليمي تقدمي في إسبانيا. تقع قوتها الأساسية في مدينة مدريد. وهو يدافع عن الديمقراطية التشاركية ويروج للسياسة الخضراء، بعد أن تعاونت مع أحزاب متشابهة التفكير مثل حصان الخضر وأعضاء حزب الخضر الأوروبي. يقع الحزب فكريًا على الجناح الأيسر من الطيف السياسي، هو أقصى حزب يساري ممثل إلى جانب بوديموس.
تم تأسيسه كبرنامج انتخابي تم تشكيله حول مانويلا كارمينا ليخلف حزب أهورا مدريد في محاولة من كارمينا لإعادة انتخابها في انتخابات مجلس مدينة مدريد لعام 2019. بعد الأزمة التي اندلعت في يناير 2019 بإعلان أينيغو إريجون لتشكيل ترادف مع كارمينا قبل الانتخابات الإقليمية في مادريليني 2019، هددت المنصة بالتسبب في انقسام كبير في بوديموس في مجتمع مدريد. تميزت الانتخابات الإقليمية في مدريد لعام 2021 بتهديدات بالقتل لليسار السياسي والمرشحة الأولى إيزابيل دياز أيوسو.